# NGC 3066
NGC 3066 (również PGC 29059 lub UGC 5379) – galaktyka spiralna z poprzeczką (SBb/P), znajdująca się w gwiazdozbiorze Wielkiej Niedźwiedzicy. Odkrył ją William Herschel 3 kwietnia 1785 roku.